# Phrynobatrachus kakamikro
Espèce
Phrynobatrachus kakamikro est une espèce d'amphibiens de la famille des Phrynobatrachidae.

## Répartition
Cette espèce est endémique du Kenya. Elle n'est connue que dans sa localité type, la forêt de Kakamega, dans la province Occidentale, à 1 650 m d'altitude.

## Publication originale
- Schick, Zimkus, Channing, Köhler & Lötters, 2010 : Systematics of Little Brown Frogs from East Africa: recognition of Phrynobatrachus scheffleri and description of a new species from the Kakamega Forest, Kenya (Amphibia: Phrynobatrachidae). Salamandra, vol. 46, p. 24-36.